# Софі Елліс-Бекстор

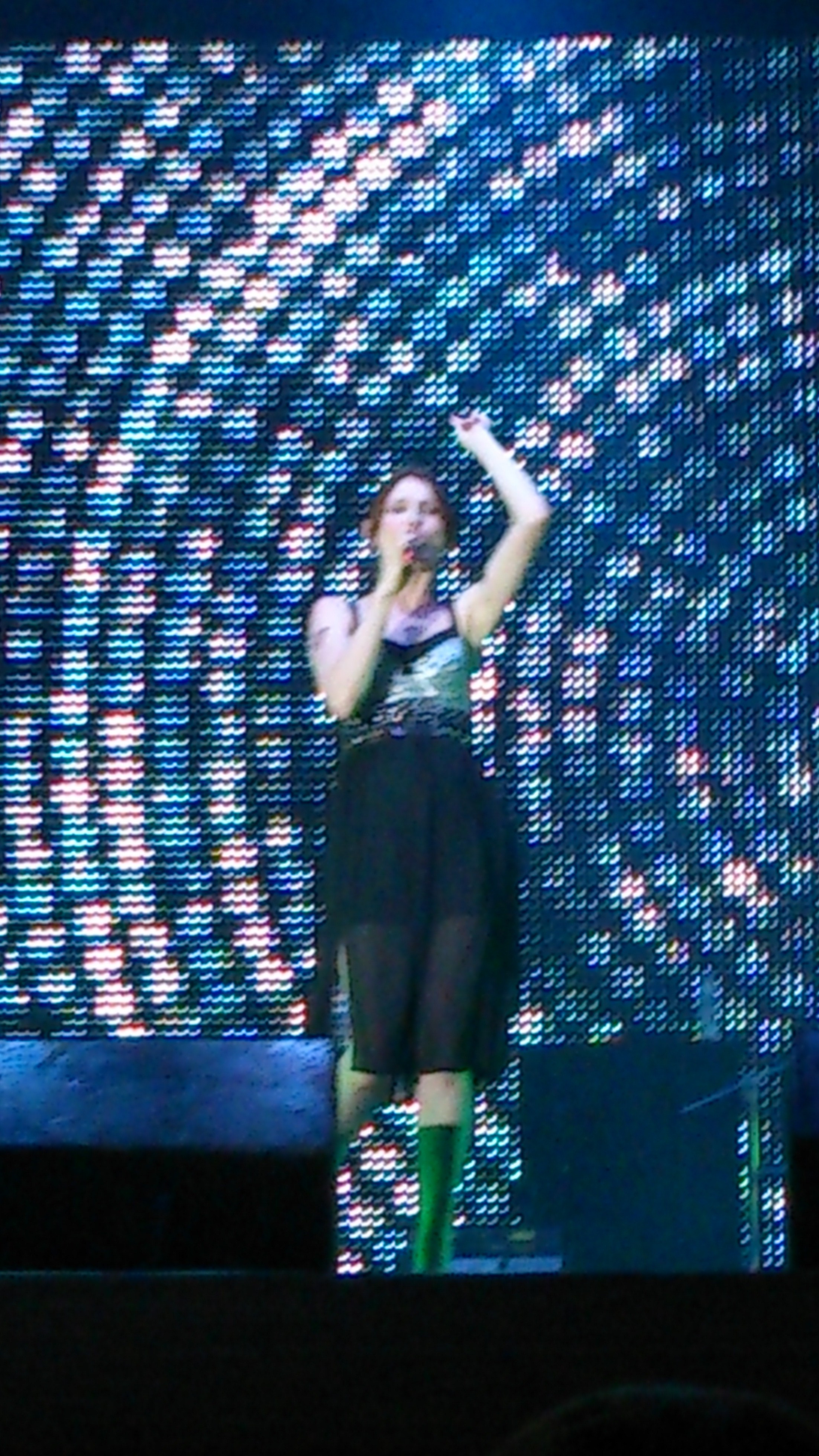
Софі Елліс-Бекстор на Контрактовій площі у Києві, 17 серпня 2013 року

Софі Елліс-Бекстор (англ. Sophie Michelle Ellis-Bextor, нар. 10 квітня 1979 року) — британська співачка і авторка пісень.

## Біографія
Народилася в англійському місті Ковентрі в сім'ї актриси та телеведучої Дженет Елліс і телережисера і продюсера Робіна Бекстора. Почала музичну кар'єру в 1997 році вокалісткою групи «Theaudience», яка грала у стилі інді-рок.
У 2000 році венеціанський (Італія) діджей Крістіано Спіллер (DJ Spiller) запропонував Софі взяти участь у записі вокалу до його композиції «Groovejet», що потрапила до багатьох танцювальних збірників і отримала додаткову назву «If This Ain't Love» (Якщо це не кохання…). Пісня потрапила на перші місця в безлічі хіт-парадів. Цей успіх багато в чому визначив початок сольної кар'єри Елліс-Бекстор.
З 25 червня 2005 року Софі одружена з бас-гітаристом британської групи The Feeling Річардом Джонсом, у них п'ятеро синів: Сонні (квітень, 2004), Кіт Велентайн (07.02.09), Рей Холідей Джонс (25.04.2012), Джессі Джонс (3.11. 2015) та Майкі Джонс (7.01.2019).

## Дискографія

### Альбоми
- 1998 — «Theaudience» (Аудиторія) — у складі однойменної групи. Вийшов 17 серпня.
- 2001 — «Read My Lips» (Читай по губах) — дебютний сольний альбом. Вийшов 3 вересня.
- 2002 — «Read My Lips (Reissue)» (Читай по губах: Перевидання) — спеціальне видання альбому містить 2 нові пісні і концертну версію хіта «Groovejet». вийшов 17 червня.
- 2003 — «Shoot from the Hip» (Постріл від стегна або Знімок від стегна) — 2-й студійний альбом. Вийшов 27 жовтня.
- 2007 — «Trip the Light Fantastic» (Подорож до Химерного сяйва, алюзія на роман Террі Пратчетта; на сленгу назва альбому означає «танцювати», «запалювати»). Вийшов 21 травня.
- 2014 — «Wanderlust»
- 2016 — «Familia»
- 2019 — «The Song Diaries»

### Сингли
з альбому «theaudience»
- 1997 — «I Got the Wherewithal» (У мене є те, що потрібно) — дебютний сингл групи; вийшов 27 жовтня.
- 1998 — «If You Can't Do It When You're Young; When Can You Do It?» (Якщо ти не можеш зробити цього, коли ти молодий, то коли ж зможеш?); вийшов 23 лютого.
- 1998 — «A Pessimist Is Never Disappointed» (Песиміст ніколи не розчарований); вийшов 20 квітня.
- 1998 — «I Know Enough (I Don't Get Enough)» (Я знаю достатньо (Я не отримую достатньо)); вийшов 27 липня
- 1998 — «Black Holes for the Young» (Чорні діри для молодих) — друга сторона синглу Manic Street Preachers «The Everlasting».
- 2000 — «Groovejet (If This Ain't Love)» (Здоровсько! Якщо це не любов…) — за участю DJ Spiller; вийшов 14 серпня.

з альбому «Read My Lips»
- 2001 — «Take Me Home» (Забери мене додому) — кавер пісні Шер; вийшов 13 серпня
- 2001 — «Murder on the Dancefloor» (Вбивство на танцполі); вийшов3 грудня
- 2002 — «Get Over You» (Подолаю тебе); випущений в червні
- 2002 — «Music Gets the Best of Me» (Музиці я віддаю все найкраще); вийшов 4 листопада

з альбому «Shoot from the Hip»
- 2003 — «Mixed Up World» (Сплутаний світ); вийшов 13 жовтня
- 2003 — «I Won't Change You» (Я не стану тебе міняти); вийшов 29 грудня
- 2005 — «Circles (Just My Good Time)» (Кола (Всього лише моя розвага)) — за участю дуету Busface, как Mademoiselle E.B.; випущений в березні

з альбому «Trip the Light Fantastic»
- 2007 — «Catch You» (Спіймаю тебе); вийшов 19 лютого
- 2007 — «Me and My Imagination» (Мною й моєю уявою); вийшов 14 травня
- 2007 — «Today the Sun's on Us» (Сьогодні сонце над нами); вийшов 13 серпня
- 2008 — «If I Can't Dance» (Якщо я не зможу танцювати); вийшов тільки в Іспанії

### Зворотні сторони дисків
- 2001 — «Sparkle» — з синглу «Take Me Home»
- 2001 — «Never Let Me Down» — з синглу «Murder on the Dancefloor»
- 2002 — «Live It Up» (Acoustic Version) — з синглу «Get Over You»/«Move This Mountain»
- 2002 — «Everything Falls Into Busface» — з синглу «Music Gets the Best of Me»
- 2003 — «The Earth Shook the Devil's Hand» — з синглу «Mixed Up World»
- 2003 — «Yes Sir, I Can Boogie» (кавер на пісню гурту «Baccara») — з синглу «I Won't Change You»
- 2007 — «Down With Love» — з синглу «Catch You»
- 2007 — «Move to the Music», «Here's to You» (2-й доступний тільки на вініл і) — з синглу «Me and My Imagination»
- 2007 — «Duel» (кавер на пісню гурту Propaganda — з синглу «Today the Sun's on Us»
- 2010 — «Sophia Loren» — з синглу «Bittersweet»

### Сумісні роботи
- 1998: «Black Holes For The Young» разом з Manic Street Preachers
- 2000: «Groovejet (If This Ain't Love)» разом з DJ Spiller
- 2005: «Circles (Just My Good Time)» разом з Busface
- 2009: «Heartbreak (Make Me A Dancer)» разом з The Freemasons
- 2009: «Can't Fight This Feeling» разом з Junior Caldera
- 2010: «Bittersweet» разом з The Freemasons
- 2010: «Not Giving Up on Love» (vs. Армін ван Бюрен)

### Відеокліпи
- 1998 — «I Got the Wherewithal» — режисер: Робін Бекстор
- 1998 — «If You Can't Do It When You're Young; When Can You Do It?» — режисер: Робін Бекстор
- 1998 — «A Pessimist Is Never Disappointed» — режисер: Робін Бекстор
- 1998 — «I Know Enough (I Don't Get Enough)» — режисер: Робін Бекстор
- 2000 — «Groovejet (If This Ain't Love» — режисер: Френк Несеманн
- 2001 — «Take Me Home» — режисер: Софі Мюллер
- 2001 — «Murder on the Dancefloor» — режисер: Софі Мюллер
- 2002 — «Get Over You» — режисери: Max & Dania (как MAD)
- 2002 — «Move This Mountain» — режисер: Софі Мюллер
- 2002 — «Music Gets the Best of Me» (в 2-х версіях) — режисер: Софи Мюллер
- 2003 — «Mixed Up World» — режисер: Руперт Джонс
- 2003 — «I Won't Change You» — режисер: Труді Беллінджер
- 2007 — «Catch You» — режисер: Софі Мюллер
- 2007 — «Me and My Imagination» — режисер: Нурізаде Німа
- 2007 — «Today the Sun's on Us» — режисер: Софі Мюллер
- 2009 — «Heartbreak (Make Me A Dancer)» — режисер: Кріс Суїні
- 2010 — «Can't Fight This Feeling»
- 2010 — «Bittersweet» — режисер: Кріс Суїні
- 2010 — «Not Giving Up on Love» — режисер: Софі Мюллер

### DVD
- 2003 — «Watch My Lips» (Читай по губах) — включає концерт Софі в Shepherd's Bush Empire зразка 2002 року, а також музичні відео, інтерв'ю та щоденник туру на підтримку дебютного альбому; вийшов 1 грудня.